# Pop Evil
Pop Evil es una banda de rock estadounidense formada en North Muskegon, Míchigan en 2001 por Leigh Kakaty. Luego agregó a Dave Grahs, Dylan Allison y Jamie Nummer. Más tarde, el guitarrista Tony Greve fue agregado como músico de estudio temporal para la banda, pero fue invitado a convertirse en miembro de tiempo completo a principios de 2007. En esa época, el bajista Jamie Nummer dejó la banda por motivos personales y fue reemplazado por Matt DiRito, anteriormente de Archangel y Before the Fire. En 2011, Allison se sometió a una importante cirugía de cuello y Chachi Riot (anteriormente, "Saraph") se llenó. En 2012, Riot se convirtió en un pilar principal como el baterista de Pop Evil. En 2012, debido a razones personales, Greve se retiró de la banda por su propia cuenta y Nick Fueling se acercó para ocupar su lugar.

## Historia

### Formación (2001-2007)
La banda se formó a partir de piezas de otras bandas de Míchigan en 2001, originalmente conocida como TenFive.
Luego lanzaron independientemente un álbum y un EP de 3 canciones, "War of the Roses" (2004) y "Ready or Not" (2006), este último con el favorito del concierto "Somebody Like You". También han filmado un video musical del sencillo lanzado en 2006, protagonizado por Rossi Morreale y Britt Koth.
En noviembre de 2007, Pop Evil firmó un contrato de gestión con G & G Entertainment.

### Lipstick on the Mirror(2008-2009)
El álbum de debut debut de Pop Evil, Lipstick on the Mirror, fue lanzado el 12 de agosto de 2008 y cuenta con los favoritos de radio "Hero", "Somebody Like You", " 100 in a 55 " y "Stepping Stone". El álbum fue lanzado por la discográfica independiente Pazzo Music distribuido por la filial de Universal Music Group, Fontana Distribution. La banda distribuyó una edición especial del álbum de forma gratuita a sus fanáticos locales dedicados en un concierto en el Intersection en Grand Rapids, MI, el 29 de mayo de 2008.
La banda trabajó con el productor Al Sutton (Kid Rock) de Rust Belt Studios en Royal Oak, MI y Chuck Alkazian de Pearl Sound en Canton, MI en Lipstick on the Mirror. En abril de 2008, Pazzo Music lanzó su primer sencillo de radio nacional "Hero", que alcanzó su máximo dentro de los 25 mejores en la radio Active Rock.
En noviembre de 2008, Pazzo Music lanzó "100 en 55" a la radio de rock.
El 6 de marzo de 2009, se anunció en un show en vivo en Cedar Rapids, IA, que Pop Evil firmó con Universal Records el 5 de marzo y poco después la banda regresó al estudio Mackinaw Harvest Music Studios en Grand Rapids, MI a Re -Mix y Re-Master "Lipstick on the Mirror", y una versión acústica de "100 in a 55" producida por Michael Crittenden (Drew Nelson, Kimber Cleveland).
En abril de 2009, Pop Evil firmó oficialmente un acuerdo con Cherry Lane Publishing. En julio, la banda dio a los fanáticos la oportunidad de elegir su próximo sencillo. Después de que la votación había concluido, "Breathe" se anunció como el nuevo sencillo después de ganar la votación. El sencillo alcanzó el puesto número 29 en las listas de Active Rock.

### War of Angels(2010-2012)
En enero de 2010, la banda anunció que regresarían al estudio para grabar un nuevo álbum, War of Angels. En junio de 2010, la banda anunció que Johnny K sería el productor del álbum. El nombre del álbum significa la dificultad que las personas experimentan cuando intentan dejar atrás su pasado.
En septiembre de 2010, la banda debutó con el primer sencillo de War of Angels, "Last Man Standing", en un video exclusivo con el luchador de UFC Frank Mir. El sencillo fue presentado más tarde en la Red NHL para las Finales de la Copa Stanley 2011, la NFL en el programa Fox Post para el juego de Campeonato NFC 2011 entre los Chicago Bears y Green Bay Packers, varios episodios de NASCAR en Fox y el SportsCenter de ESPN, y en el episodio del 8 de julio de 2011 de ESPN 2 Friday Night Fights. "Last Man Standing" alcanzó el n.º 5 en las listas de Active Radio.
En abril de 2011, la banda tocó acústicamente "Monster You Made" en el Bubba the Love Sponge Show y declaró que era una canción que la banda esperaba que fuera un álbum sencillo. El 22 de mayo, en un concierto en Columbus, OH, la banda simbólicamente rompió su contrato con Universal Music y anunció un nuevo acuerdo con eOne Music. La banda más tarde anunciaría que "War of Angels" se lanzaría a nivel nacional el 5 de julio de 2011. El álbum también se lanzó más tarde como una edición de lujo con 4 pistas adicionales solo disponibles en iTunes y en los shows en vivo de la banda.
En junio de 2011, la banda lanzó el segundo sencillo de su próximo álbum "War of Angels" llamado "Monster You Made". Poco después de que la banda filmara un video para el sencillo, el baterista Dylan Allison tuvo una cirugía de emergencia en una fractura de vértebra en el cuello y no podría tocar con la banda durante un período de tiempo no especificado. El baterista de Míchigan, Josh Marunde (apodado "Chachi Riot") comenzó a reemplazar a la desaparecida Allison. La banda no ha especificado cuándo o si Allison regresará. El video de "Monster You Made" debutó el 13 de julio de 2011.
En el transcurso de 2011, la banda realizó una gira con Drowning Pool, Trust Company y Anew Revolution, más tarde saliendo con Papa Roach, Finger Eleven y Escape the Fate, y a finales de año con 3 Doors Down y Theory of a Deadman, mientras se completa el 2011 en una pequeña gira con Puddle of Mudd, así como algunos espectáculos propios.
En enero de 2012, la banda lanzó su tercer sencillo de "War of Angels" llamado "Boss's Daughter" y anunciaron que harían una gira con Theory of a Deadman en abril y mayo. El 6 de abril, la banda anunció en su página de Facebook que el guitarrista Tony Greve se había separado de Pop Evil. Aunque la banda estuvo de gira con el guitarrista Nick Fueling, quien finalmente fue nombrado como reemplazo permanente de Greve.

### Onyx(2013-2014)
En enero de 2013, justo después del Año Nuevo, Pop Evil ingresó a un estudio de grabación en Chicago, IL, con el productor Johnny K nominado al Grammy para grabar su tercer álbum de estudio. El primer sencillo, llamado "Trenches", de su próximo álbum "Onyx" debutó en línea por la banda el 28 de febrero de 2013. El 11 de abril de 2013, la banda debutó una segunda canción de "Onyx" llamada "Goodbye My Friend". Pop Evil anunció a través de Twitter el 3 de marzo que Onyx se lanzará el 14 de mayo.
En febrero de 2014, la banda firmó un acuerdo con Eleven Seven Music para la distribución de su material actual y de próxima aparición en Europa. Esto verá "Trenches" lanzado el 17 de marzo, y el álbum Onyx en algún momento en la primera mitad del año. Además, sus primeras fechas en vivo en Europa estarán apoyando a los nuevos sellos discográficos Five Finger Death Punch de marzo a abril.

### Up(2015-2017)
En 2015, la banda lanzó su cuarto álbum de estudio, "Up" , el 21 de agosto a través de eOne Music. El alcalde de Grand Rapids, George Heartwell, visitó a la banda en el set de WXMI (Fox 17) y declaró la fecha de lanzamiento del álbum "Pop Evil Day" en Grand Rapids.
Pop Evil lanzó "Take It All", su tercer sencillo de "UP" en iTunes el 29 de abril de 2016.

### Pop Evil(2017-presente)
En octubre de 2017, el conjunto anunció que planeaban lanzar su álbum homónimo Pop Evil en febrero de 2018. En noviembre, Pop Evil anunció 2018 fechas de giras con Palaye Royale y Black Map.

## Miembros
| Miembros actuales - Leigh Kakaty - voz principal (2001–presente) - Dave Grahs - guitarra rítmica, coros (2001–presente) - Matt DiRito - bajo, coros (2007–presente) - Nick Fueling - guitarra principal, coros (2012–presente) - Hayley Cramer - batería (2016–presente) | Miembros anteriores - Jamie Nummer - Guitarra (2001-2007) - Tony Greve - guitarra principal (2007-2012) - Dylan Allison - batería (2001-2011) - Joshua Marunde - batería (2011-2016) |

## Discografía
Álbumes de estudio
- 2008: Lipstick on the Mirror
- 2011: War of Angels
- 2013: Onyx
- 2015: Up
- 2018: Pop Evil
- 2021: Versatile
- 2023: Skeletons